# لويزا إدواردز
لويزا إدواردز (بالإنجليزية: Louisa Edwards)‏ هي كاتِبة أمريكية، ولدت في 4 نوفمبر 1979 في أوستن في الولايات المتحدة.

## وصلات خارجية
- الموقع الرسمي